# 事情を知らない転校生がグイグイくる。
『事情を知らない転校生がグイグイくる。』（じじょうをしらないてんこうせいがグイグイくる、英: My Clueless First Friend）は、川村拓による日本の漫画作品。
2018年2月19日に川村自身のTwitterで創作漫画として投稿を開始。その後、『ガンガンJOKER』（スクウェア・エニックス）にて2018年6月号（同年5月22日発売）より連載中。
メディアミックスとして、2023年4月から7月までテレビアニメが放送された。

## あらすじ
園辺野小学校（そのへんのしょうがっこう）5年1組に転校して来た高田太陽は、同級生に「死神」とあだ名を付けられた少女西村茜がいることを知る。茜は「死神」とあだ名を付けられイジメを受けているのだが、転校生でクラスの事情を知らない太陽は、「死神」と言う「かっこいいあだ名」を持つ彼女と仲良くなりたいと行動を起こす。やがて太陽の茜に対する素直で真っ直ぐな言動は、周りに少しずつ変化をもたらす。

### 5年生編
第1巻（第1話 - 第18話、描き下ろし）
カバー裏キャッチコピーは  無知で、素直は、最強だ。
園辺野小学校5年1組に転校して来た高田太陽は、同級生に「死神」とあだ名される少女西村茜がいることを知る。茜は「死神」とあだ名を付けられイジメを受けているのだが、転校生でクラスの事情を知らない太陽は、「死神」という「かっこいいあだ名」を持つ彼女と仲良くなりたいと行動を起こし始める。同級生の北川虎太郎や笠原すみれが中心となり茜と太陽をからかうが、太陽は意に介さず茜を「友達」だと言って憚らない。さらに太陽の姉高田雪子、太陽の親友日野大地との交流、愛猫「クロ」との出会いを経て内向的な茜は少しずつ前向きになっていく。やがて夏休みが近づいて来た。
描き下ろしは、すみれから茜との「お付き合い」について太陽が質問されるエピソード。
第2巻（第19話 - 第29話、描き下ろし）
カバー裏キャッチコピーは  無知だから、素直だから、憧れたんだ。
ついに夏休みがやって来た。前巻で太陽と一緒に夏休みの計画を立てていた茜は、太陽とその親友である大地と3人で夏休みを過ごしていく。
描き下ろしは、写真コンクールのエピソード。
第3巻（第30話 - 第40話、描き下ろし）
カバー裏キャッチコピーは  成長する子供たちは、眩しい。
夏休みが終わり5年生2学期が始まった。さっそく新しいクラス委員選びが行われるが、紆余曲折の末、茜とすみれが選ばれた。そんなある日、茜はこれまで接点の無かった同級生安達海美に相談を持ち掛けられる。この相談をきっかけに茜と海美はお互いを名前で呼びあう友達となった。そして茜は初めて「友達たちと一緒に行く遠足」に出掛けることになる。
描き下ろしは、雪子の中学校の文化祭エピソード。
第4巻（第41話 - 第50話、描き下ろし）
カバー裏キャッチコピーは  子供は、怪我して、強くなる。
遠足が終わり運動会へ向けて動き出す5年1組。そんな中、運動が苦手な茜は落ち込んでいた。茜を励まそうと太陽は2人で校庭の遊具に上るが事件が起きる。事件の責任を感じた茜は運動会での勝利のため、すみれにあるお願いをする。そして運動会の日がやって来た。
描き下ろしは、雪子が撮った運動会のビデオ映像のエピソード。
第5巻（第51話 - 第60話、描き下ろし）
カバー裏キャッチコピーは  この気持ちは、どこからが恋なんだろう。
運動会が終わり普段の雰囲気に戻った5年1組。クロの写真を見ていた茜たちに、すみれが意外な反応を見せる。この時クロの写真を見れなかった海美が「実物を見たい」と言い出したことから、後日、太陽と大地を含めた3人が茜の家に遊びに行くこととなった。初めての友達来訪に張り切る茜だったがハプニングが起きる。そして、このハプニングは茜と太陽の関係に変化を生じさせることとなる。一方、自由研究コンクールで表彰された海美は、以前望んだ私立中学校受験を両親から許される。しかし、私立中学校への進学は茜や太陽、何より想いを寄せる大地とは違う道を歩むことを意味しており海美は悩む。やがて季節は移りクリスマスへ。いつもの4人に、茜が誘ったすみれを加えた5人でクリスマス会を催したが、ある偶然の出来事が茜と太陽の関係にさらなる波紋を呼ぶ。
描き下ろしは、クリスマス会のプレゼント交換エピソード。
第6巻（第61話 - 第74話、描き下ろし）
カバー裏キャッチコピーは  距離で愛情は減らない。
年が明け、茜は高田一家と初詣に出掛ける。日野一家と海美も合流し、茜は初めて友達たちと一緒に参拝する初詣を楽しんだ。冬休みも終わり5年生3学期が始まるが、クラス委員、運動会、クリスマス会で茜と向き合ったすみれには、大きな心境の変化が起きていた。その変化は茜とすみれの関係を変えていく。そんなある日、特別な授業参観が行われ、茜は意外な人物と言葉を交わすことになる。
描き下ろしは、茜と太陽の天体観測エピソード。
第7巻（第75話 - 第87話、描き下ろし1および2）
カバー裏キャッチコピーは  大人への準備期間は、けっこう短い。
節分、身体測定、席替えと学校行事が続き、ついにバレンタインデーがやって来る。クラス内で友チョコの交換が行われる中、すみれは茜を出し抜いて太陽に本命チョコを渡そうと画策する。作成が功を奏し、すみれは太陽に本命チョコを渡そうとするが、その時あることに気付く。避難訓練を経て3学期も終わりに近づき、5年生は在校生として卒業式の準備を行う。茜はこの1年のことを振り返るのだった。そして春休みがやって来た。
描き下ろし1は、5人でプリントシールを撮るエピソード。
描き下ろし2は、エイプリルフールのエピソード。

### 6年生編
第8巻（第88話 - 第99話、描き下ろし）
カバー裏キャッチコピーは  善意は、ときどき人を傷つける。
4月となり6年生1学期が始まった。進級に伴うクラス替えにより、茜、太陽、大地、海美、すみれの5人は、北川たち数名の元5年1組児童と共に6年1組となる。ある日、茜と雪子はショッピングセンターのフードコートで茜と同じ年くらいの少女と出会う。当たりのキツい少女に、雪子は少女がプレイしていた携帯ゲーム機の島作り開拓ゲームの話題でグイグイ絡んでいく。少女が去った後、太陽、大地、海美が合流するが、雪子が聞き出した少女の名前から、茜は彼女が不登校のクラスメイト稲田空であると海美に教えられる。その後、フードコートは茜たちの遊び場になり、空との付き合いも増える。
描き下ろしは、すみれと空が初めて会った時のフードコートでのエピソード。
第9巻（第100話 - 第112話、描き下ろし）
カバー裏キャッチコピーは  一学期は、新しい友達ができる季節。
6年生1学期の前半。茜たちは様々なクラスメイトと関わりを持って行く。「死神」茜をライバル視する「魔女」に憧れを持つ林原莉奈。茜に男女関係を相談する西条瑠璃子。すみれに恋心を抱く水口歩夢。トカゲ団リーダー石田大雅。大地と仲良くして海美をやきもきさせる美人で大人っぽい吉村愛奈。太陽に戦いを挑む熱血スポーツ少女曽根紬。それぞれの交流がさらに新たな関係を作っていく。
描き下ろしは、思われニキビのエピソード。
第10巻（第113話 - 第124話、描き下ろし）
カバー裏キャッチコピーは  思い出は、シャッターの向こう側に。
6年生1学期も中盤。太陽は下級生から告白される。下級生にどう答えるべきか悩む太陽に茜はアドバイスをするが、アドバイスを受けた太陽が下級生に返した答えとは。父の日を迎え、茜は父を誘い横浜へと出掛ける。そこは若き日の父母が歩いたデートコースだった。思い出の地を歩く茜に妻の面影を見た父は、今は亡き彼女の母について語ると共に、父の日の心づくしに感謝を伝えるのだった。非常時に備え着衣水泳の授業が行われる。何事も無く平和裏に授業は進むが、あることをきっかけに茜、すみれ、紬の三つ巴の戦いが勃発する。毎年恒例の七夕集会の時期がやって来た。
描き下ろしは、ライバルのエピソード。
第11巻（第125話 - 第134話、描き下ろし）
カバー裏キャッチコピーは  みんなで来たかった、海。
6年生1学期も終わりに近づき、クラスメイトたちとの日常が過ぎる中、茜と太陽は捨て犬を拾う。飼ってくれる人を探すが見つからず途方に暮れていた矢先、ある人が名乗りを上げる。昨年同様に「夏休みの予定表」を作る時期となった。だが昨年とは違い、茜は友達たちとフードコートに集まって予定を作っていく。夢中になって作るうち時間はどんどん過ぎ、茜が父と約束した門限を守れるギリギリの時間となってしまう。そんな時、太陽が行きたい所があると言い出し、茜はどうするか判断に迷う。ある日、すみれから水着を買いに行こうと誘われる茜。すみれは思惑があって茜を誘ったのだが、いざ買い物を始めると2人とも段々楽しくなってきてしまう。ついに終業式となり、明日から夏休みが始まると言う中、愛奈がクラスメイトたちの連絡先を聞き始めた。愛奈が夏休みに遊びたい友達の連絡先を聞いているのだと太陽に教えられた茜は、これまでの自分にその発想が無かったと気付く。「最後の夏休み」と言う北川に太陽が返した言葉は、茜に思い切った行動を取らせる。茜、太陽、大地、海美、すみれは家族ぐるみで海水浴にやって来た。5人は真夏の海を満喫する。
描き下ろしは、夕陽の砂浜でのエピソード。
第12巻（第135話 - 第140話、描き下ろし）
カバー裏キャッチコピーは  林間学校の夜は、甘酸っぱい恋の時間。
6年生の夏休み前半、すみれ、莉奈、瑠璃子、紬は茜の家に集まり勉強会をする。勉強に飽きた紬の話から女子トークに花が咲き、やがて遅れて来た太陽と大地も交えて勉強会は和やかに進んでいく。ある日、茜は莉奈、太陽、大地と学校に出る幽霊を探しに行くことになる。薄暗い教室で4人はクラスメイトの烏山竜巳と会う。7月末、6年1組は自然の家で開催する林間学校にやって来た。大自然の中での活動に、はしゃぐクラスメイトたち。そんな中、茜は勉強会の最後にすみれが言った言葉について考えていた。その言葉を自分の想いと違う形で受け止めていると知ったすみれは茜を窘める。やがて恋のジンクスが噂されるキャンプファイヤーが始まり、太陽と踊るすみれは正々堂々と自分の想いを彼にぶつける。
描き下ろしは、肝試しのエピソード。
第13巻（第141話 - 第147話、描き下ろし）
カバー裏キャッチコピーは  芽生えた気持ちに、蓋をしないで。
キャンプファイヤーも肝試しも終わった林間学校の夜、すみれの言葉について茜と太陽はそれぞれ考える。翌朝まだ皆が寝静まる中、偶然出会った2人はそれぞれの想いを話し出す。花火大会で混雑する街中、ビル最上階のハンバーガーショップにいた空は窓の下に茜と太陽を見つける。すれ違う2人に業を煮やした空は何とかしようと行動する。お盆になり亡き母の実家に来た茜、今年も太陽がおり2人は一緒に行動する。昨年と同じ空の下で太陽と過ごし、茜は自分の恋をハッキリと自覚する。たまたまコンビニで太陽と会ったすみれ。聞けば今夜は太陽の家で茜とお泊まり会だと言う。
描き下ろしは、大地が竜巳に崇められるエピソード。
第14巻（第148話 - 第160話、描き下ろし）
カバー裏キャッチコピーは  二学期は、思い出がいちばんつまった季節。
夏休みも終盤、大地は茜、太陽、海美にラーメンをご馳走する。新メニュー考案の話の中で、大地は小さいころの海美との約束を語り出す。課題の自由研究を全くやっていなかった太陽と大地。夏休み最終日、海美を頼りづらい2人は茜に泣きついて来るが、結局は茜に促され海美のところへ行くことになる。
6年生2学期が始まり、久しぶりに歩夢はすみれと会う。早速、子猫の写真が見たいと言われ、階段下で歩夢がすみれに写真を見せているところに大地が来たことから、事態は思わぬ方向へ転がり始める。新学期となったことから席替えが行われ、またも茜の隣には北川が当たる。太陽は北川に席交換の申し出をするが、応じれば意識している紬の隣になるため北川は断る。しかし、クラスメイトが各々の事情で席交換の交渉を始める。
五千円紙幣を拾った茜たちだが、そこには見慣れた女性ではなく眼鏡の男性が描かれており、偽札ではないかとフードコートで議論となる。そこに空と海美が来て旧紙幣だと教える。
描き下ろしは、雪子の制服を茜が試着するエピソード。
第15巻（第161話 - 第165話、描き下ろし）
カバー裏キャッチコピーは  運動会。誰もが、誰かの主役でいられる日。
6年生2学期が進む中、子供たちにも少しずつ変化が訪れる。
大地には家族が増え、すみれは自分を心から心配する友達がいることを実感する。
描き下ろしは、運動会の後日談エピソード。

## 登場人物
声の項はテレビアニメの担当声優。

### 主要人物
主要人物で紹介する5人は全員、市立園辺野小学校5年1組 ➝ 6年1組に進級する。
西村 茜（にしむら あかね）
声 - 小原好美
物語開始時点でイジメにあっている女子児童。
肩までの黒髪にカチューシャを付け、ほぼいつも左目を前髪で隠している。三白眼で、本人は「ぎょろっとしていて死んだ魚みたい」と自分の目つきを語っているが、太陽、雪子、恒星の高田家3人や6年生編で登場する莉奈や紬などには「かわいい」と評されている。イジメにあっていることもあり、服は目立たないように暗めの色が多かったが、太陽の姉の雪子にお下がりを貰ってからは明るい感じの服も着るようになった。母は茜が生まれてすぐに亡くなっており、父と2人きりの父子家庭。父は職種不明だがサラリーマンである。一戸建て住宅に住んでいる。
大人しく内向的だが、他人を思いやる優しい性格。太陽は「実はよくテンパっている」「意外と頑固」とも言っている。動植物の世話も好きである。このため、捨てられていた黒猫を拾い「クロ」と名付けて5年生の夏休み前から飼い始めた。星座に詳しい。目にコンプレックスがあり「ギョロっとしていて」「冷たくて」「不気味な」と自嘲している。北川によれば成績は良いらしい。逆に運動は苦手で足も遅い。海美に告げられる前に彼女の大地に対する想いを察したり、すみれの恋愛経験を嘘だと看破したり恋愛には鈍くない。
大人しく内向的な性格と目つきから「死神」と呼ばれて、物語開始前から仲間外れや悪口を言われるなどのイジメを受けていた。茜自身はこれを幼稚なことと言いながら諦観を持っていたが、突如として自分と仲良くしたいと言う転校生の太陽が現れる。太陽が自分と一緒にイジメられる側になることを危惧した茜は、彼に自分と仲良くしないように忠告するが太陽は全く意に介さない。それどころか太陽の素直で真っ直ぐな言動は、イジメっ子側を黙らせてしまう。そして遂に、太陽の真っ直ぐな気持ちは茜にも届き、2人は友達となるのだった。2人でお互いの予定を合わせた「夏休みの計画表」を作るなど親密さを増していくなか、茜は太陽の親友の大地や大地に想いを寄せる海美とも友達になり、徐々に学校生活を楽しめるようになっていった。やがていつしか、茜は言葉と行動で自分のことを大切だと示してくれる太陽に、友達以上の想いを募らせていくようになる。
高田 太陽（たかだ たいよう）
声 - 石上静香
作中で茜の最初の友達となった男子児童。
黒髪で額の真ん中に髪がたれている。茜は見た目もかっこいいと評していた。カイゼル髭のマークに「OHIGE」のロゴが入った服をよく着ている。何かは不明だが習い事をしている。父母と姉の4人家族だが、父は海外に単身赴任中で実質母子家庭。マンションに住んでいる。
全校児童30人の小さな小学校から転校してきた。
明るく素直で社交的、他人に優しく、加えてマイペースな性格。茜曰く「スポーツ万能」で特に足が速く、5年生2学期の運動会前の時点で6年生を含めた全校で断トツ1位の速さだった。転校して間もなく大地と「親友」になったのも、体育測定で50m7.3秒の記録を出したことがきっかけで仲良くなったから。5年生の運動会チーム対抗リレーでは足の速さを遺憾なく発揮して注目を集め、これが一因となって6年生1学期に下級生から告白されることとなる。明るく社交的なためか5年生2学期の時点で、すみれから「クラス中が注目する人気者」と言われている。茜をからかうために呪物扱いされていたほうきに「魔槍ダークダンサー」と名付けたり、骨折の際に付けられたギプスを「邪龍を封印してるみたい」と言ったり独特の感性を持っており、姉の雪子からは「趣味中二」と言われている。物事をポジティブに捉えるため、皮肉、嫌味、悪口がほぼ通じない。これは茜に関することでは特に顕著で、茜への悪口は賛辞に変換され、しかもその賛辞が「愛の告白」や「プロポーズ」のように聞こえる場合があり、茜をよく赤面させている。これを近い距離感で目を見ながらストレートに茜へ言うため、茜からは「グイグイくる」と思われている。素直な性格のため、ピュアな感性で感じたことをストレートに相手へぶつけ、意図せず相手の矛盾を突いたり、論破することがある。前述の悪口が通じない点と合わせ、茜からは「無敵」と評されている。実はグイグイ来られるのに弱い。
上記の性格から、茜が「死神」と呼ばれているのを「かっこいい」と解釈し、茜と仲良くなろうとしたところから物語が始まった。最初は茜と友達になりたいと思い彼女と関わるが、次第に茜に対する想いに小さな変化が生じ始める。
日野 大地（ひの だいち）
声 - 河西健吾
作中で茜と2番目に友達となった男子児童。
明るい髪色のボサボサ頭。父親譲りの眠たそうな目をしている。タンクトップに強い拘り（後述）があり、これを中心としたコーディネートを好んでいる。何かは不明だが習い事をしている。父母との3人家族だったが、6年生2学期の運動会前に妹の静河（しずか）が生まれた。海美の家の近所に1階を店舗、その上を住居とした自宅があり、両親は1階店舗部分で「ラーメン日野」と言うラーメン屋を自営している。
かなりマイペースで、良くも悪くも周りに流されない、おおらかな性格。海美からは「（良くも悪くも）空気を読まない」と評されている。このため、イジメられている茜に対してもただのクラスメイトとして接するが、同様に海美に対しても自分に想いをよせる異性として意識せず普通の幼馴染として接している。そんな大地は、小さいころに交わした海美との大切な約束はしっかりと覚えており、空には好きなものは海美と回答したりするが、相合傘を知らないなど恋愛感情が芽生えていないらしく海美が願う関係にはなっていない。また、空気を読まない大地の素朴な疑問は、疑問をぶつけられた人に対する痛烈な皮肉になることがある。「親友」である太陽とは体育測定がきっかけで仲良くなったが、彼が転校して来るまではクラスで一番足の速い児童だった。太陽が親友となった後は、太陽が仲良くしている茜とも自然と友達付き合いするようになる。5年生2学期のお誕生日会の様子から、男女問わず少なくない友達がいるようである。太陽の親友であることに誇りを持っている描写が度々見られるほか、学校プールの無料開放の際は気を利かせて茜と太陽にラムネを買って来るなど友達思いである。太陽曰く「オカルトとタンクトップのことに関してはうるさい」らしいが、特にタンクトップには並々ならぬ拘りがあり、習字や写真の題材に選んだり、暖房が効いた室内なら冬でもタンクトップのみで過ごしている。ラーメンと餃子が好き。因みにラーメン、餃子、チャーハンは得意料理である。母の妊娠を知ってからは、たまに家業のラーメン屋を手伝っている。
安達 海美（あだち うみ）
声 - 近藤玲奈
作中で茜と3番目に友達となった女子児童で、茜にとって初の同性の友達。
黒髪を後頭部下方で1本の三つ編みにしている（6年生編では2本の三つ編みにしていることが多い）。眼鏡の着用者。6年生1学期の時点で身長140cm。カーディガンにパンツを組み合わせたおとなしめの服装をすることがほとんどで、記念のプリントシールを撮るなど特別な場合を除きスカートは履かない。父母との3人家族で、父親は学校の生物教諭。大地の家の近所で一戸建て住宅に住んでいる。
温和だが正義感が強い性格で、大人びた考えの持ち主。大地は温和で落ち着いた雰囲気の海美を「やわらかメガネ」と評している。生き物、特にヘビとトカゲが好き。珍しい生き物にはダッシュで迫る。大地に恋心を抱いており、これに関連する相談を茜に持ち掛けたことがきっかけで彼女と友達になり、以後お互いを「茜ちゃん」「海美ちゃん」と呼ぶ仲になった。このため茜も、海美が大地を好きだと知っている。なお、海美の大地に対する想いは、前から彼女の両親に知られているようである。しかし残念ながら、今のところマイペースな大地に海美の想いは届いていない。6年生編では大地と仲良くする美人で大人っぽい愛奈の出現に嫉妬し警戒するが、誤解が解けた後は大人な愛奈と気が合ったのか、2人で恋バナなどで盛り上がる姿が見られる。正義感が強い海美は、茜に対するイジメを不愉快に思っているが、温和な性格のためか北川の茜に対する悪口に強く抗議できなかったり、すみれの言動にも不満を述べるに留めている。太陽が茜を「死神」と呼んだ時もムッとしていたが、直後の茜の反応を見て彼女が持つ太陽への想いに気付き、以後はそのことに不満な様子は見せていない。茜の想いを知った後は、彼女と太陽の仲に対し心の中で雪子同様のつっこみを入れたり、2人の仲を応援したりしている。
笠原 すみれ（かさはら すみれ）
声 - 丸岡和佳奈
作中で茜と4番目に友達となった女子児童。
明るい色の長い髪をリボンまたはシュシュでポニーテールにし、前髪の左側をバレッタで留めている。服装はギャルコーデを好む。父母との3人家族。マンションに住んでいる。
初登場時はやや自己中心的かつ外面を気にする性格で、ませた考えの持ち主だった。このため上から目線で話すことが多い。転校生の太陽に恋心を抱いているが、海美のように大人びていないため中途半端な恋愛知識を語るなど、若干「恋に恋している」ところがある。5年生のクリスマス会の際も、想いを向ける太陽と茜の不自然な態度には気付いたが、海美の大地に対する想いには気付けなかった。物語序盤から、茜をイジメる女子グループのリーダー的存在として登場し、黒川、柳枝、森口と共にからかっていた。太陽に振り向いてもらうため、彼と仲の良い茜を中傷する方法を取るが、茜への中傷を全て良い方向に解釈する太陽によって失敗に終わっている。また、周りのクラスメイトの反応を気にして太陽に素直な好意を伝えられないため、彼に想いが届かないでいる。5年生2学期から茜と共にクラス委員になり、行動を共にすることが多くなる。同学期の運動会では当初、同じ女子グループの友達に合わせ「（5年生にもなって）必死になってがんばるのも子供っぽいし」とやる気を出していなかったが、太陽の骨折に責任を感じた茜に請われチーム対抗リレーに出場する。3年生時に学年トップの速さで「疾風の笠原（はやてのかさはら）」の異名を持っていたすみれは、最下位から2位に躍進する激走を見せ、運動会後は下級生女子によるファンクラブが結成された。そして、そればかりかこの活躍は、すみれの知らないところである男子児童の胸を打ち、彼にすみれへの恋心を抱かせた。5年生3学期になり、クラス委員、運動会、クリスマス会と真心を向けてくる茜を見たことで、すみれは誰かを貶して悦に浸っていた自分を反省するようになる。さらに大の猫好きであるすみれは、茜と猫の話で盛り上がるなど距離を縮めていく。しかし、どうしても太陽に振り向いて欲しいすみれは、バレンタインデーに茜を出し抜いて太陽に本命チョコを渡そうとする。作戦は成功し、太陽にチョコを渡そうとしたその時、すみれはズルをする自分では無く真摯な本物の自分を彼に見て欲しいのだと気付き、本命チョコを友チョコだと言って渡した。以後、すみれは正々堂々ズルをせず太陽を巡って茜と戦おうと決意する。やがてすみれはこの決意に従い、6年生の林間学校で、茜に対しても、太陽に対しても、正々堂々と振る舞い2人を動揺させる。

### 市立園辺野小学校

#### 5年1組
5年生編の舞台。ここでは主要人物以外のクラスメイトを紹介する。一部は6年生編でもクラスメイトとして登場する。
北川 虎太郎（きたがわ こたろう）
声 - 天﨑滉平
茜をイジメている男子児童。
坊主頭。背が高くがっしりした体格。年齢順に上から美律（みのり）、梨花（りか）、香澄（かすみ）の3人の姉がいる。一戸建て住宅に住んでいる。
ガキ大将気質で幼稚かつ尊大な振る舞いが多いが実は小心者。5年生の運動会では学校1足の速い太陽の代走をさせられて、緊張のあまりお茶を飲み過ぎて腹痛を起こした。大の犬好きである。茜とは小学校6年間ずっと同じクラス。山本、田中と3人で結成した「サソリ団」のリーダーで「ボス」と呼ばれている。因みに、5年2組には対抗組織の「トカゲ団」がある。物語開始時点から「サソリ団」の3人で茜に悪口を言ってからかっていたが、太陽が転校して来たことで事態が変わっていく。当初は太陽を仲間に引き入れようとするが、太陽が茜の味方を止めないと分かると2人まとめてからかい出す。しかし、ポジティブな太陽に悪口は通じず、逆にクラスメイトの前で隠すこと無く茜の味方をされてしまう。すみれから「クラス中が注目する人気者」と評されるほどとなった太陽に悪口を言うのは、「サソリ団」かすみれたち女子グループくらいで、そのすみれも太陽に好意を持っているので完全に同調しない。やがて5年生3学期になるとすみれが心変わりし、茜をからかわなくなってしまった。6年生編に入るとさらに事態が進み、元から茜へのイジメを不愉快に思っていた海美や悪口の通じない太陽と大地に加え、すみれや紬のようなイジメをカッコ悪いと考えるクラスメイトが茜の周りに集まったため益々やりづらくなっていく。このため6年生の夏休み前の時点で「超つまんねーよ！！」と自身がボヤくような状況になっている。6年生夏休みの林間学校で瑠璃子に好意を抱いていることを語っているが、紆余曲折の結果、北川のことが好きではない紬を意識するようになってしまう。しかも、そうなった直後の肝試しで、紬を意識していることがすみれにバレている。
山本 悠也（やまもと ゆうや）
声 - 徳留慎乃佑
茜をイジメている男子児童。
黒髪のモシャモシャ頭。眼鏡の着用者。
北川の友達で、サソリ団のメンバー。
田中 勝則（たなか かつのり）
声 - 前田誠二
茜をイジメている男子児童。
明るい色の髪で肩までのセミロングヘア。
北川の友達で、サソリ団のメンバー。北川が太陽に論破されると、「これ以上は太陽に関わるのをやめよう」と見切りの早いところがある。5年生3学期、田中の作ったＧ爆弾によりサソリ団は壊滅した。
黒川 純子（くろかわ じゅんこ）
声 - 風間万裕子
茜をイジメている女子児童。
黒髪をお団子頭にしている。眼鏡の着用者。
やや自己中心的で、ませている。すみれ、森口、柳枝と共に茜をからかう女子グループの1人。サブカル系女子。ませているので、キスや不純異性交遊などの言葉を出して太陽を誹謗しようとするが、彼に真に受けられてしまったり、逆に自己矛盾を指摘されたりして上手くいかない。5年生の夏休み前の時点で、すみれの太陽に対する想いに気付いている描写が見られる。実際、すみれが茜の猫を可愛いと言った際には、自分に同調しない彼女の言動に呆れていた。5年生3学期になるとすみれが心変わりし、茜をからかう黒川たちをカッコ悪いと思い始める。6年生編では北川と同じ事情で茜に絡みづらくなったことや、自分の知らないところで茜と太陽の仲が進むことを恐れたすみれが茜の友達グループと行動することが増えたため、6年1組のクラスメイトなのに登場頻度が減っている。
森口 伊織（もりぐち いおり）
声 - 田村嬉子
茜をイジメている女子児童。
黒髪ストレートのロングヘアを小さなツーサイドアップまたはワンサイドアップにしている。黒目がちな小さな目の持主。
すみれ、黒川、柳枝と共に茜をからかう女子グループの1人。
柳枝 めぐ（なぎえ めぐ）
声 - 関ありあ
茜をイジメている女子児童。
明るい色の髪を小さなツインテールにしている。
すみれ、黒川、森口と共に茜をからかう女子グループの1人。6年生に進級した際、クラス替えにより茜たちとは別クラスになる。

#### 6年1組
6年生編の舞台。5年1組から進級したのは主要人物5人に加え、五十音順に北川虎太郎、黒川純子、西条瑠璃子、田中勝則、森口伊織、山本悠也の6人。第8巻第88話に6年1組35人全員の顔と名前が入ったクラス名簿が掲載されているが、ここでは6年生編から新たに登場したクラスメイトの内、物語と関係の深い者を記載する。
稲田 空（いなだ そら）
不登校の女子児童。
薄い色の長い髪をツインテールにしている。ジト目でそばかすがある。主にフード付きパーカーにジーンズの装いだが、スカートやハーフパンツも履く。父母との3人家族。マンションに住んでいる。
繊細で寂しがり屋だが、人と上手く付き合えないので虚勢を張っている。このため他人への当たりが強い。ニヒルで口が悪いため太陽には「不良」と言われた。集団行動と人混みが苦手。好きな物はゲーム、漫画、アニメ、オカルト番組、勉強。私立中学校の受験勉強を独学でしているが、同じく受験のため学校の授業範囲外を勉強していた海美を横目で見て、計算間違いを指摘するほど勉強ができる。6年生1学期前半に茜と雪子がフードコートで出会った、茜と同年代の少女として登場する。雪子が少女のプレイしていた携帯ゲーム機の島作り開拓ゲームの話題でグイグイ絡んで行くと嫌がりながらも照れたように色々答えてくれるが、茜が当たり障りの無いアプローチをすると当たりのキツい対応をされる。少女が去った後、太陽、大地、海美が2人に合流するが、雪子が聞き出した少女の名前から、茜は彼女が5年生から不登校になっているクラスメイトの稲田空であると海美に教えられる。やがて、すぐにフードコートは茜たちの遊び場となり、いつもそこでゲームをしている空と、ほぼ毎放課後、顔を合わせるようになる。ある日、大地が言った素朴な疑問が空の心に突き刺さってしまい、彼女の雰囲気が変わったことを察した茜がフォローするも、それが余計に空を追い込んでしまう。翌日、空は茜に復讐するため6年生になって初めて登校し、思惑通り茜を罠にはめることに成功するが、それに対する茜たちのリアクションに自分の弱さを見せられ惨めさのあまり泣いてしまう。その後は吹っ切れたのか茜たちを受け入れるようになった。が、相変わらず不登校気味（たまに登校する）でフードコートにいる。夏休みの花火大会では、待ち合わせですれ違いそうになる茜と太陽が出会えるように助けており、他人との関わりを避けてきた空の心境にも変化が見られるようになってきた。
林原 莉奈（はやしばら りな）
オカルト好きな女子児童。
腰付近まである長い黒髪をリボンまたはシュシュでボリュームのあるツインテールにし、ぱっつん前髪。三白眼気味の力強い目。黒を基調としたゴスロリ系の服にヘッドドレス、ふりふりソックスを履いた個性的な格好をしている。1つ歳上の兄がいる。
承認欲求がユニークな形で花開いているが、周りの批評に揺るがない信念を持つ強さがある。皆に恐れて欲しくて呪いや黒魔術などのオカルトをネットで調べて勉強している。海美によると「オカルト研究クラブのエース」らしい。実は意外と怖がりである。魔女への憧れからゴスロリファッションをしているが、周りのネガティブな評価にも「別に私は変な服なんて着ていない」と信念を貫き服やアクセサリーにこだわっている。実際、茜に服を褒められると嬉しそうに照れ、夏休みに行った茜の家での勉強会や学校探検でも暑い時期なのに黒い長袖のゴスロリファッションで行動していた。黒川に「ちょっと浮いてない？」と言われるほど悪目立ちし、皆に恐れて欲しいという望みはある程度の成果をあげていたが、自分に勝るほど恐れられている「死神」の評判を耳にしたことから茜を見聞しに来た。自分より努力をせずに、かっこいいあだ名で恐れられる茜に対抗心を燃やすが、オカルトの話を太陽と大地が聞きたいからと、その日の放課後に空のいるフードコートに連れて行かれた後は茜たちとの距離が縮まった。自分の次にオカルトに精通しているという理由で太陽を気に入っており、夏休み勉強会の際に肝試しのパートナーに選びたいと言って茜とすみれをざわつかせる。しかし、他の女子児童にバレバレだった海美の好きな男子を知らなかったり、キャンプファイヤーのジンクスに斜め上の解釈をしたりと恋愛には縁遠いようである。北川は「自称魔女の痛い女」と莉奈をバカにしていたが、林間学校の肝試しで脅かす側となった莉奈が本気を出した結果、太陽と紬のペアや大地を含むクラスメイトたちに悲鳴を上げさせ、その悲鳴を聞くたび北川は怯え、同じく悲鳴を聞いてドン引きした茜と海美は肝試し参加をやめる事態となった。
西条 瑠璃子（さいじょう るりこ）
彼氏持ちの女子児童。
明るい髪色の肩下までのセミロングヘア。ちょっと太い眉毛にタレ目気味の目をしており、北川には「かわいい」と評されている。ロングスリーブまたはショートスリーブのTシャツの上にアウターキャミソールを重ね着し、ショートパンツを履いていることが多い。
自分でも「結構影の薄い方」と述べているが、北川も「あんまり目立つタイプじゃない」と評していた。物語中で最初に茜と言葉を交わしたのは6年生1学期、第8巻第96話の彼女と沢井翔が雨やどりしている神社に茜と太陽が雨を避けて逃げ込んだ時だが、第9巻第103話で茜が相談を持ちかけられた時に初めて元5年1組のクラスメイトだったことが語られる。前述の沢井翔と恋仲で、他の女子児童より恋愛経験のある瑠璃子は誰が誰を好きかよく見ており、太陽と付き合っていると思った茜に男女関係の相談を持ちかけてきた。クラスメイトに名前を呼ばれる時は「るり子」と表記される。
水口 歩夢（みなくち あゆむ）
すみれに想いを寄せる男子児童。
黒髪で前髪を真ん中分け。ややタレ目気味の目。兄がいる。コンクリート造りの大型集合住宅に住んでいる。
何か目立つ特徴がある訳でも無い、好きな女子と話すのが恥ずかしい普通の男子児童。5年生の運動会ですみれの活躍を見て彼女を好きになった。6年生ですみれと一緒のクラスになったのに声を掛けられずにいたが、友達との会話で出た自宅の猫の話を偶然すみれが聞いたことから、彼女に猫の写真を見せて欲しいとせがまれる。猫の写真見たさに、すみれが無防備にグイグイ来た結果、焦って手に持っていたスマホを誤操作し、いつの間にか彼女の写真を手に入れていた。なお、この出来事以降すみれに何かと声を掛けられるようになる。
石田 大雅（いしだ たいが）
貫禄ある巨漢の男子児童。
強面で貫禄のある顔つき。身長が高く重量級の身体はまさに「巨漢」である。父母との3人家族で、両親ともに体格が良い。
5年生編で存在が示唆されていた「トカゲ団」のリーダー。北川を気にくわないと思っており、何かと彼に突っかかっている。相撲で高校生に勝つフィジカルの持ち主。実際、スポーツ万能の太陽が相撲で対戦し、あっと言う間に敗れた。茜が「死神」と呼ばれていることは知っているが、声をかける時は「西村」と呼んでおり、特に変な絡み方をすることは無い。
吉村 愛奈（よしむら あいな）
美人で大人っぽい女子児童。
明るい色の髪のふんわりボブ。茜と海美が2人共「美人で大人っぽい」と評する容姿。169センチメートルの高身長。服装は自然大人っぽい物となっている。個人開業の産婦人科病院の娘で、住居兼病院の自宅は茜たちが進学する中学校とは別の学区にあるため、卒業後は別々の学校になることが判っている。
お姉さんっぽい物腰でとても気が利き、大人びた考えの持ち主。大地は「頭いいし いい奴」と評した。前述の容姿と性格が合わさるためか男子と話すと、その男子に想いを寄せる女子から誤解を受けて「私から取らないで」と言う感じで怒られるらしい。現に合理的な理由で一緒に下校していた大地と愛奈を見て、海美は勝手に嫉妬していた。誤解が解けた後も「色気がすごい」と海美は以前に増して警戒したが、大人な考え方をする2人は気が合ったのか、その後は恋愛系少女漫画の話題や恋バナで盛り上がる姿が度々見られる。因みに愛奈の好みのタイプは大雅らしい。
曽根 紬（そね つむぎ）
勝気でスポーツ好きな女子児童。
肩までの黒髪を後頭部の上方で小さなポニーテールにし前髪は上げている。母親譲りの褐色肌。学校指定の体操着を着ていることがほとんどだが、1度だけTシャツにミニスカートの装いをしたほか、夏休みの花火大会では浴衣を着ていた。
自己顕示欲が強いところはあるが裏表の無い性格。太陽をドッジボールで負かす運動能力を持ち、北川に腕相撲で勝負を挑むほど勝気で身体能力に自信がある。北川には「ゴリラ女」と言われている。すぐに飽きるので勉強は苦手。6年生の林間学校で皮を剥く前にジャガイモやニンジンを切っていたので料理経験はあまり無いと思われる。態度から北川の好きな子が誰か察するなど、恋愛に鈍い訳では無い。しばしば一人称に「うち」を使い、友達を「〇〇っち」と呼び、会話の語尾に「〇〇っス」と付ける独特の喋り方をする。ドッジボールの投球時に技名を叫んだり、太陽に勝つため茜を抱きしめて「呪いパワー」を得ようとしたり、中二病の気があると思われる。茜に悪口を言ってからかう北川を幼稚だと思っており、「アホの北川」や「アホ北」呼ばわりして嫌がると共に、太陽にも「北川なんて放っておけ」と忠告している。
烏山 竜巳（からすやま たつみ）
ノリの軽い男子児童。
明るい色の髪、カチューシャで前髪を上げている。菱形の目。Tシャツにハーフパンツのようなラフな格好をしている。
明るくノリは良いが、どこか軽薄な印象がある言動をする。夏休みに学校探検している茜たちをからかった際も、すぐに馴れ馴れしい態度を取って、茜が珍しいと思うほど太陽に引かれている。女子と積極的に仲良くしたいと思っているようで、林間学校の夜も女子の部屋に行こうと同室の男子たちに声をかけていた。

### その他の登場人物
倉敷 憲之（くらしき のりゆき）
声 - 亀山雄慈
茜たちのクラス担任。
市立園辺野小学校の男性教諭。眼鏡の着用者。茜の祖母からは「無愛想だけど真面目な先生」と印象を語られた。独身。
5年生編では5年1組、6年生編では6年1組と物語を通じて茜たちのクラス担任を務める。現代の教育現場を憂う児童思いの熱意ある先生なのだが、同僚からはドライな印象を持たれていた。6年生の七夕集会では自身の結婚を星に願い、女子児童に心配されていた。
茜の父
声 - 福山潤
下の名前は不明。職種は不明だがサラリーマン。穏やかな雰囲気の眼鏡をかけた男性。
娘の茜が生まれてすぐに妻が亡くなったため、以降は男手一つで娘を育ててる。クロのスペースを作ってあげたり、内向的な娘を心配し、同級生と会話するきっかけが出来て欲しいと考え遠足のお弁当に工夫を凝らす優しい父親。5年生の夏休みに初めて太陽と会ってから、一人娘と太陽の交友関係について心配している。
茜の祖母
声 - 伊藤美紀
茜の亡くなった母方の祖母。
名前はフミ江。眼鏡をかけた、ふくよかな年配の女性。6年生の夏休みに茜と太陽が畑に野菜を穫りに行った時の話から、農業を営んでいると思われる。
茜はこの優しい祖母に懐いている。太陽は転校する前、フミ江の家の近所に住んでいた。太陽を「やんちゃ坊主」と評するほどよく知っており、彼の母の春子とも面識がある。
高田 雪子（たかだ ゆきこ）
声 - 種﨑敦美
太陽の姉。
園辺野中学校1年生（6年生編では2年生）。普段は肩下まである黒髪を後頭部下方で編み込み無しのおさげ2つに纏めている。容姿は太陽にそっくりで、眉毛が少し太い。
性格は太陽と同じく、明るく社交的で真っ直ぐである。塾通いをしている。茜と初対面時にその初々しいリアクションを見て気に入り、以後、自身の小学生時代の服や浴衣を茜に譲るなど彼女を可愛がっている。茜を「天使」と評している。服を譲る際に雪子が言った「遠慮しないで着たい服着ればいいと思うよ」は、茜にお洒落をする勇気を与えた。初対面時のリアクションで、茜が太陽に好意を抱いているのに気付き、以後は文化祭デートをお膳立てするなど2人の仲を応援している。北川の姉である香澄とは友達同士で、彼女を「かすみ」と呼んでいる。6年生編では「彼氏欲しい」とボヤいている姿が見られる。
高田 春子（たかだ はるこ）
声 - 斎藤千和
太陽の母。
後頭部下方で外ハネした黒髪ショートヘア。年齢より若く見えるとよく言われるらしい。
高田姉弟の母らしく、明るく社交的で真っ直ぐな性格。息子の骨折を小さなことと言う肝の据わった女性で、海外勤務で不在の夫にかわり高田家を預かっている。夫を「恒星くん」と呼んでいる。車の運転とサーフィンができる。太陽の骨折で自分を責めながら泣いて謝罪する茜に対し、ちゃんと謝る誠実さと太陽のために泣く優しさを長所として褒め、「これからも息子の友達でいて欲しい」と励ました。6年生夏休みの海水浴では、疎外感を感じている茜を気遣っていた。
高田 恒星（たかだ こうせい）
太陽の父。
建設会社に勤めている。茜には「かっこいいお父さん」と評された。
現在は国際空港の建設プロジェクトに従事するためアルゼンチンに赴任しており、普段は日本にいない。妻の春子とは小学生時代からの幼馴染み。妻を「春子ちゃん」と呼んでいる。
北川 香澄（きたがわ かすみ）
声 - 松井恵理子
北川虎太郎の姉。
園辺野中学校の生徒で高田雪子の同学年の友達。腰付近まである長い黒髪のストレートヘア。右目の下に泣きぼくろがあり、雪子より頭一つ高い長身。
図書委員で雪子曰く「文学少女」。雪子のことを「雪ちゃん」と呼んでいる。太陽によれば、いつも遊んでくれてゲームがすごく上手いとのこと。同じ中学校の先輩と交際しており、クリスマス会準備のため買い出しをしていた5年生の時の茜と太陽に、クリスマスデート中の公園で先輩とキスしているところを見られた。弟と同じく大の犬好き。6年生の夏休み前に茜と太陽が犬を拾った際、その犬を茜に「コゴロー」と名付けてもらい、自宅で飼うことにした。

## 社会的評価
2020年6月時点で単行本のシリーズ累計発行部数は50万部を突破している。
また、以下のように、本作は複数の漫画賞にノミネートされており、ランクインされた漫画賞もある。
2018年の『次にくるマンガ大賞』Webマンガ部門にノミネート
。
2018年の『ニコニコ漫画年間ランキング』では、ユーザーマンガ部門5位にランクイン。
2019年に発表された『第48回日本漫画家協会賞』では最終候補作品に選ばれる
。
2019年の『WEBマンガ総選挙』にノミネート。
2019年・2020年の『マンガ大賞』に、一次選考に2年連続で選出
。
2020年の『このマンガがすごい!』では、オトコ編で13位（37ポイント）にランクイン

。

## 書誌情報
- 川村拓『事情を知らない転校生がグイグイくる。』スクウェア・エニックス〈ガンガンコミックスJOKER〉、既刊20巻（2025年3月22日現在）
  1. 2018年10月22日発売[18]、ISBN 978-4-7575-5855-7
  2. 2019年2月22日発売[19]、ISBN 978-4-7575-6025-3
  3. 2019年6月22日発売[20]、ISBN 978-4-7575-6167-0
  4. 2019年10月21日発売[21]、ISBN 978-4-7575-6352-0
  5. 2020年2月22日発売[22]、ISBN 978-4-7575-6529-6
  6. 2020年6月22日発売[23]、ISBN 978-4-7575-6708-5
  7. 2020年11月21日発売[24]、ISBN 978-4-7575-6948-5
  8. 2021年3月22日発売[25]、ISBN 978-4-7575-7162-4
  9. 2021年7月20日発売[26]、ISBN 978-4-7575-7375-8
  10. 2021年11月22日発売[27]、ISBN 978-4-7575-7576-9
  11. 2022年3月22日発売[28]、ISBN 978-4-7575-7825-8
  12. 2022年7月22日発売[29]、ISBN 978-4-7575-8035-0
  13. 2022年11月22日発売[30]、ISBN 978-4-7575-8263-7
  14. 2023年3月22日発売[31]、ISBN 978-4-7575-8476-1
  15. 2023年7月22日発売[32]、ISBN 978-4-7575-8672-7
  16. 2023年11月21日発売[33]、ISBN 978-4-7575-8905-6
  17. 2024年3月22日発売[34]、ISBN 978-4-7575-9114-1
  18. 2024年7月22日発売[35]、ISBN 978-4-7575-9325-1
  19. 2024年11月21日発売[36]、ISBN 978-4-7575-9520-0
  20. 2025年3月22日発売[37]、ISBN 978-4-7575-9759-4
  21. 2025年7月22日発売[38]、ISBN 978-4-7575-9963-5

国外では、台湾にて『不知內情的轉學生不管三七二十一纏了上來。』と題して青文出版社より2019年11月から、フランスにてAnne-Sophie Thévenonがフランス語に訳し『Mon amie des ténèbres'』と題してNobi Nobi社より2021年9月から順次刊行中である。

## テレビアニメ
2022年11月16日にテレビアニメ化が発表された。2023年4月から7月までTOKYO MXほかにて放送された。

### スタッフ
- 原作 - 川村拓[3]
- 監督 - 影山楙倫[3]
- 助監督 - 川西泰二
- シリーズ構成 - ヤスカワショウゴ、ほしかわたかふみ[3]
- キャラクターデザイン - 嘉手苅睦[3]
- 美術設定 - 伊良波理沙、滝沢麻菜美
- プロップデザイン - Color&Smile、児玉裕之、タケサキリツ、高原久弥、柴俊太郎
- 衣装デザイン - 小沼由莉香
- 美術監督 - 呂佳芳[3]
- 色彩設計 - 柳井皓太[3]
- 撮影監督 - 川田哲矢[3]（第1、2、4、5、7、9、11、13話）、東郷誠（第3、6、8、10、12話）
- 編集 - 柳圭介[3]
- 3DCGディレクター - 長澤洋二（第3、4話）
- 音響監督 - 原口昇[3]
- 音楽 - 増田俊郎[3]
- チーフプロデューサー - 梅本享、木村康貴、萩原良輔、谷口博康
- プロデューサー - 川崎夏子、藤村智子、飯島江美子、菊地洋平、田村洋佑、澁谷知子、成毛克憲、清水修、大森慎司、長嶋篤史
- アニメーションプロデューサー - 清水修
- アニメーション制作 - スタジオ サインポスト[3]
- 製作 - 事情を知らない製作委員会がグイグイくる。（YTE、スクウェア・エニックス、クランチロール、ソニー・ピクチャーズ エンタテインメント、ぴえろ、日本コロムビア、アニマックスブロードキャスト・ジャパン、スタジオ サインポスト、BSフジ、神南スタジオ）

### 主題歌
「アルコルとポラリス」
近藤玲奈によるオープニングテーマ。作詞・作曲・編曲はhisakuni。
「ココロネ」
Kitriによるエンディングテーマ。作詞はMona、Hina、作曲はMona、編曲は網守将平。

### 各話リスト
| 話数   | サブタイトル                       | 脚本                    | 絵コンテ     | 演出                                    | 作画監督                                                                                    | 総作画監督                             | 初放送日      |
| ------ | ---------------------------------- | ----------------------- | ------------ | --------------------------------------- | ------------------------------------------------------------------------------------------- | -------------------------------------- | ------------- |
| 第1話  | 死神と転校生                       | ヤスカワショウゴ        | あおばみずき | 川西泰二                                | 橋本淳稔 高原修司 竹内昭                                                                    | 嘉手苅睦 きすいだこね 森山剛史         | 2023年 4月9日 |
| 第2話  | 給食当番と心霊写真とラブレター     | 沢木棲                  | 林直孝       | 森田侑希                                | Lee Seok Yeon Shim Hyeong Ju                                                                | 嘉手苅睦 Kim Hyeon Ok                  | 4月16日       |
| 第3話  | 夏休みがはじまる                   | 本田雅也                | 内藤明吾     | 減辺千伽                                | 桜井このみ 松下純子 STUDIO CL 野馬動画                                                      | 嘉手苅睦 きすいだこね 森山剛史         | 4月23日       |
| 第4話  | おばあちゃんち                     | ヤスカワショウゴ        | あおばみずき | 小林寿徳 國本一穂                       | 今木宏明                                                                                    | -                                      | 4月30日       |
| 第5話  | 死神って呼んで                     | 沢木棲                  | 内藤明吾     | 前園文夫                                | 閔賢叔 松本勝次                                                                             | 嘉手苅睦 きすいだこね 森山剛史         | 5月7日        |
| 第6話  | 席替えとクラス委員と新しいともだち | 谷畑ユキ                | あおばみずき | 松本マサユキ                            | Shim Myung Joo                                                                              | 嘉手苅睦 きすいだこね Park Hey Ran     | 5月14日       |
| 第7話  | 遠足と味玉の魔法                   | 本田雅也                | 内藤明吾     | 川西泰二                                | 今木宏明 近藤優次 松本朋之                                                                  | 嘉手苅睦                               | 5月21日       |
| 第8話  | 浴衣とジャングルジムとギプス       | 沢木棲                  | 増田敏彦     | 減辺千伽 木村佳嗣 鈴浦貴大 ハラダツルギ | 桜井このみ 南伸一郎 今木宏明 星野玲香 STUDIO CL                                             | きすいだこね 森山剛史                  | 5月28日       |
| 第9話  | 走れ！叫べ！運動会                 | ヤスカワショウゴ        | あおばみずき | 安江菜津美                              | 青木真理子 今木宏明 小沼由莉香 後藤友里絵 十三 高瀬ゆりこ 長橋研太 SAS ONE ORDER            | きすいだこね 森山剛史                  | 6月4日        |
| 第10話 | 初めてのおもてなし                 | 谷畑ユキ                | 内藤明吾     | ハラダツルギ                            | 高原修司 竹内昭 長橋研太 橋本淳稔 閔賢叔 安哮晶                                             | 嘉手苅睦 きすいだこね 森山剛史         | 6月11日       |
| 第11話 | 風神同盟と呪いの歌とクリスマス     | ヤスカワショウゴ 沢木棲 | 藤森美幸     | 森田侑希                                | 星野玲香                                                                                    | 今木宏明                               | 6月18日       |
| 第12話 | クリスマスパーティーの告白         | ヤスカワショウゴ        | あおばみずき | 川西泰二                                | 青木真理子 後藤友里絵 高原修司 竹内昭 津幡佳明 長橋研太 橋本淳稔 十三 Heo Hye Jung 今木宏明 | 森山剛史 きすいだこね                  | 6月25日       |
| 第13話 | 10年後も、今日も                   | 谷畑ユキ                | 内藤明吾     | 神谷マキ                                | Lee Jong Kook                                                                               | きすいだこね Park Hey Ran Kim Hyeon Ok | 7月2日        |

### 放送局
| 放送期間               | 放送時間                     | 放送局       | 対象地域   | 備考                                        |
| ---------------------- | ---------------------------- | ------------ | ---------- | ------------------------------------------- |
| 2023年4月9日 - 7月2日  | 日曜 22:00 - 22:30           | TOKYO MX     | 東京都     |                                             |
| 2023年4月11日 - 7月4日 | 火曜 1:59 - 2:29（月曜深夜） | 読売テレビ   | 近畿広域圏 | 『MANPA』第1部                              |
|                        | 火曜 2:05 - 2:35（月曜深夜） | テレビ愛知   | 愛知県     |                                             |
| 2023年4月12日 - 7月5日 | 水曜 0:00 - 0:30（火曜深夜） | BSフジ       | 日本全域   | 製作参加 / BS/BS4K放送 / 『アニメギルド』枠 |
| 2023年4月15日 - 7月8日 | 土曜 23:00 - 23:30           | アニマックス | 日本全域   | 製作参加 / BS/CS放送                        |

| 配信開始日    | 配信時間                   | 配信サイト                                                                              | 備考     |
| ------------- | -------------------------- | --------------------------------------------------------------------------------------- | -------- |
| 2023年4月2日  | 日曜 22:00 更新            | ABEMA                                                                                   | 先行配信 |
| 2023年4月9日  | 日曜 22:30 更新            | FOD Amazon Prime Video dアニメストア Hulu DMM TV                                        |          |
| 2023年4月11日 | 火曜 0:00（月曜深夜） 更新 | J:COMオンデマンドメガパック milplus見放題パックプライム TELASA auスマートパスプレミアム |          |
|               | 火曜 2:29（月曜深夜） 更新 | TVer ytv MyDo!                                                                          |          |
| 2023年4月16日 | 日曜 0:00（土曜深夜） 更新 | マンガUP!                                                                               |          |

### BD
| 巻  | 発売日        | 収録話         | 規格品番  |
| --- | ------------- | -------------- | --------- |
| BOX | 2023年7⽉26⽇ | 第1話 - 第13話 | BPBQ-1288 |

### ラジオ
『小原好美と石上静香の グイグイくるラジオ。』は、TVアニメ『事情を知らない転校生がグイグイくる。』を盛り上げるためのWEBラジオ番組。2023年4月1日から7月8日まで、毎週土曜日18時30分から超!A&G+で配信した後に、アニメ公式YouTubeサイトにてアーカイブとして残る。
- パーソナリティーに、「西村茜」役の小原好美と「高田太陽」役の石上静香。

コーナー
- 『あの頃の事情。』
- 『小学生あるある！』
- 『彼女の名は・・・死神！』

ゲスト
- 第4回 - 河西健吾（日野大地 役）
- 第8回 - 近藤玲奈（安達海美 役）
- 第13回 - 天﨑滉平（北川虎太郎 役）

尚、主要キャストで唯一、当ラジオにゲスト出演が無かった丸岡和佳奈(笠原すみれ 役)は、7月2日にアニメ公式のYouTubeライブとTwitterライブで生配信された最終回直前特番に出演。